# Dilan Nicoletti
Dilan Axel Nicoletti Moscato (Cuernavaca, Morelos, México, 18 de enero de 1994) es un futbolista mexicano de ascendencia argentina. Juega como arquero y su primer equipo fue Tijuana. Actualmente milita en Club Atlético Acebal, Liga Deportiva del Sur.

## Clubes
| Club                          | País      | Año       |
| ----------------------------- | --------- | --------- |
| Newell's Old Boys             | Argentina | 2011-2014 |
| Club Tijuana                  | México    | 2014-2017 |
| Defensores de Pronunciamiento | Argentina | 2018      |
| Tigres F. C.                  | Colombia  | 2019      |

## Selección nacional
El 3 de junio del 2011 Dilan Nicoletti fue convocado por el entrenador Raúl Gutiérrez para ser parte de la sub-17.
No llegó a debutar con la sub-17, pero fue campeón con la Selección de fútbol sub-17 de México.

### Participaciones en Copas del Mundo
| Mundial             | Sede   | Resultado |
| ------------------- | ------ | --------- |
| Mundial Sub-17 2011 | México | Campeón   |

## Palmarés

### Campeonatos internacionales
| Título                        | Equipo                               | Sede   | Año  |
| ----------------------------- | ------------------------------------ | ------ | ---- |
| Copa Mundial de Fútbol Sub-17 | Selección de fútbol sub-17 de México | México | 2011 |